# 甘尼夫卡 (布拉特西克區)
48°4′20″N 31°37′58″E / 48.07222°N 31.63278°E
甘尼夫卡（烏克蘭語：Ганнівка），是烏克蘭南部的村莊，隸屬尼古拉耶夫州的沃茲涅先斯克區。該村始建於1820年，面積1.31平方公里，海拔高度192米，2001年人口479，人口密度每平方公里365.6人。